# Рекуновка (Полтавская область)
Рекуновка (укр. Рекунівка) — село,
Маячковский сельский совет,
Новосанжарский район,
Полтавская область,
Украина.
Код КОАТУУ — 5323483703. Население по переписи 2001 года составляло 62 человека.

## Географическое положение
Село Рекуновка находится на левом берегу реки Маячка, выше по течению на расстоянии в 2 км расположено село Радужное, ниже по течению на расстоянии в 4 км расположено село Ливенское.
Река в этом месте пересыхает, на ней сделана большая запруда.

## Известные жители и уроженцы
- Сафронова, Екатерина Григорьевна (1915—1999) — Герой Социалистического Труда.